# Международная федерация производителей фонограмм
IFPI (англ. International Federation of the Phonographic Industry) — международная федерация производителей фонограмм. Организация является некоммерческой структурой, которая представляет интересы музыкальной индустрии во всём мире. Зарегистрирована в Швейцарии и основана в Италии в 1933 году.

## Организационная структура
Штаб-квартира организации находится в Цюрихе, а её секретариат в Лондоне.
Руководящими органами IFPI являются Генеральная ассамблея, Совет и Правление.
Исполнительный директор и Председатель Правления с 24 июня 2010 года — Frances Moore.
В состав IFPI входят три региональных организации:
- FLAPF (исп. Federación Latinoamericana de Productores de Fonogramas y Videogramas — Латиноамериканская федерация производителей фонограмм и видеограмм),
- RIAA (англ. Recording Industry Association of America — Ассоциация видео- и звукозаписывающей промышленности Америки) и
- ARIA (англ. Australian Recording Industry Association — Ассоциация звуко- и видеозаписывающей промышленности Австралии).

## Требования к участникам
Согласно уставу IFPI, заявку о принятии в её состав может направлять любое общество или предприятие, производящее фонограммы (экземпляры которых предоставляются в разумном количестве в распоряжение широкой публики) или которое поддерживает с теми, кто выпускает фонограммы и видеограммы и занимается их продажей широкой публике, связи, заслуживающие, по мнению Совета, его принятия в качестве члена Федерации.

## История
Члены международной фонографической индустрии создали свою федерацию IFPI на первом международном конгрессе индустрии в Риме, Италия, проходившем с 10 по 14 ноября 1933 года. IFPI описывает свою миссию как представление «интересов индустрии звукозаписи во всем мире на всех форумах» путем продвижения законодательства и авторских прав и «защиты преимущественно британской индустрии звукозаписи» путем продвижения глобального права на исполнение грамзаписей.
- 1996 — учреждена награда Platinum Europe Awards[5]
- 2004 — впервые опубликован Глобальный музыкальный отчет IFPI (ежегодная публикация; первое издание называлось Online Music Report, затем переименовано в Digital Music Report в 2005 году. Ребрендинг под нынешним названием в 2016 году и объединение с отдельной публикацией Recording Industry in Numbers в качестве объединенного отчета Global Music Report)
- 2023 — IFPI запустило 4 новых чарта для ближневосточного региона MENA (Египет, Саудовкая Аравия, ОАЭ и Северная Африка)[6]
- 2025 — IFPI запускает официальный центр чартов Юго-Восточной Азии (Official Southeast Asia Charts Hub) с созданием новых чартов на Филиппинах и во Вьетнаме (Индонезия, Малайзия, Сингапур, Таиланд; дополнительные чарты: Филиппины и Вьетнам, The Official Vietnam Chart Top 20)[7]